# 小金井北梅
小金井 北梅（こがねい ほくばい、1798年 - 1864年1月13日）は、日本の講談師。本名：小林 太郎兵衛。

## 経歴
初代東流斎馬琴に入門し「琴荘」、その後初代桃林斎東玉の門下で「玉梅」、「北峨」、「北叟」、「鏑井芦洲」、「鏑井北梅」を名乗った。後に小金井派を作り、1860年に「小金井北梅」となる。

## 人物
短編の創作に秀でた。また、狂歌や俳句にも造詣が深く、狂歌名は「小金の馬成」、俳号は「玉梅遅開運人」。 